# Lista de pinturas de Jan Provoost
Esta é uma lista de pinturas de Jan Provoost (1465-1529), também grafado como Jean Provost e ainda Jan Provost, que foi um pintor do renascimento flamengo da região de Flandres no norte da Bélgica, que na época do pintor fazia parte da Holanda. 
A sua obra foi influenciada pelos trabalhos de Gerard David e de Hans Memling. Jan Provoost foi também engenheiro cartográfico e arquiteto.
Suas pinturas fazem parte do acervo dos principais museus do mundo.

## pintura
| Imagem | Título | Data                      | Coleção | Localização                                                                                    | Gênero                   | Descrito em |
| ------ | --- | ------------------------- | --- | ---------------------------------------------------------------------------------------------- | ------------------------ | ----------- |
|        | Flowers in a vase in a niche | 1480                      | Collegio Alberoni | Collegio Alberoni                                                                              | pintura de flores        |             |
|        | Madonna and Child with angels | 1480                      | Collegio Alberoni | Collegio Alberoni                                                                              | arte sacra               |             |
|        | The St. Anne (fragment) | 1480                      | Westphalian State Museum of Art and Cultural History | Westphalian State Museum of Art and Cultural History                                           | arte sacra               |             |
|        | The Lamentation | 1490                      | Clark Art Institute | Clark Art Institute                                                                            | arte sacra               |             |
|        | Grablegung Christi | 1490                      | Führermuseum Hermann Göring Collection | Führermuseum                                                                                   | arte sacra               |             |
|        | De bewening van Christus | 1490                      | |                                                                                                | arte sacra               |             |
|        | Lamentation of Christ | 1490                      | |                                                                                                | arte sacra               |             |
|        | Virgem Maria e o Menino Jesus | 1495                      | Metropolitan Museum of Art | Metropolitan Museum of Art                                                                     | arte sacra               |             |
|        | Portrait of an unknown donor | 1 de janeiro de 1499      | |                                                                                                | retrato                  |             |
|        | Crucificação | década de 1500 século XV  | Museu Groeninge | Museu Groeninge                                                                                | arte sacra               |             |
|        | O Juízo Final | 1500                      | Fogg Museum Museus de Arte de Harvard | Fogg Museum                                                                                    | arte sacra               |             |
|        | O Juízo Final | 1500                      | Hamburger Kunsthalle | Hamburger Kunsthalle                                                                           | arte sacra               |             |
|        | Anunciação | década de 1500            | Musei di Strada Nuova | Musei di Strada Nuova Génova                                                                   | arte sacra               |             |
|        | Maria | 1500                      | No/unknown value |                                                                                                |                          |             |
|        | The Virgin and Child | 1500                      | Museu do Prado | Museu do Prado                                                                                 | arte sacra               |             |
|        | The Angel of the Annunciation in a stone niche | 1 de janeiro de 1503      | Stichting Nederlands Kunstbezit Dienst Verspreide Rijkscollecties Rijksdienst Beeldende Kunst Instituut Collectie Nederland Jacques Goudstikker collection Collection Goudstikker heirs Hermann Göring Collection Kunsthandel P. de Boer Bisschoppelijk Museum Haarlem Bonnefantenmuseum | Amesterdão Bisschoppelijk Museum Haarlem Museu do Convento de Santa Catarina Bonnefantenmuseum | arte sacra               |             |
|        | De Heilige Andreas in een landschap - Vleugel van een altaarstuk (binnenzijde) | 1 de janeiro de 1503      | Stichting Nederlands Kunstbezit Dienst Verspreide Rijkscollecties Rijksdienst Beeldende Kunst Instituut Collectie Nederland Jacques Goudstikker collection Collection Goudstikker heirs Bonnefantenmuseum Kunsthandel P. de Boer Bisschoppelijk Museum Haarlem                           |                                                                                                | arte sacra               |             |
|        | Saint Dominicus | 1 de janeiro de 1503      | Stichting Nederlands Kunstbezit Rijksmuseum Twenthe Jacques Goudstikker collection Collection Goudstikker heirs Hermann Göring Collection Munich Central Collecting Point | Rijksmuseum Twenthe Munich Central Collecting Point                                            | arte sacra               |             |
|        | John the Baptist | 1 de janeiro de 1503      | Stichting Nederlands Kunstbezit Rijksdienst voor het Cultureel Erfgoed kunstcollectie Rijksmuseum Twenthe Jacques Goudstikker collection Collection Goudstikker heirs Hermann Göring Collection Munich Central Collecting Point                                                          | Rijksmuseum Twenthe Munich Central Collecting Point                                            | arte sacra               |             |
|        | Virgin Mary and sleeping child enthroned by angels | 1 de janeiro de 1503      | Staatliche Kunsthalle | Staatliche Kunsthalle                                                                          | arte sacra               |             |
|        | Maria met kind in een landschap | 1 de janeiro de 1503      | Hermann Göring Collection | Hermann Göring Collection                                                                      | arte sacra               |             |
|        | De graflegging | 1 de janeiro de 1503      | Jacques Goudstikker collection |                                                                                                | arte sacra               |             |
|        | The angel from the Annunciation | 1 de janeiro de 1503      | Kunsthandel P. de Boer | Kunsthandel P. de Boer                                                                         | arte sacra               |             |
|        | De opstanding | 1 de janeiro de 1503      | Gebruder Douwes | Gebruder Douwes                                                                                | arte sacra               |             |
|        | St. John the Baptist ( interior left), St. Dominic(interior right) | 1 de janeiro de 1503      | Rijksmuseum Twenthe | Rijksmuseum Twenthe                                                                            | arte sacra               |             |
|        | The lamantation with Golgotha in the background | 1 de janeiro de 1503      | |                                                                                                | arte sacra               |             |
|        | The Annunciation | 1 de janeiro de 1503      | |                                                                                                | arte sacra               |             |
|        | Portrait of a man wearing a coat with a fur collar | 1 de janeiro de 1503      | |                                                                                                | retrato                  |             |
|        | Maria met kind in de kerk staand op een altaar | 1 de janeiro de 1503      | |                                                                                                | arte sacra               |             |
|        | Maria met kind voor een wand van gebladerte | 1 de janeiro de 1503      | |                                                                                                | arte sacra               |             |
|        | De kruisdraging met Simon van Cyrene en de H. Veronica | 1 de janeiro de 1503      | |                                                                                                | arte sacra               |             |
|        | Adoration of the Magi | 1 de janeiro de 1503      | Charles Sedelmeyer collection |                                                                                                | arte sacra               |             |
|        | H. Jacobus (linkerluik); H. Sebastiaan (rechterluik) | 1 de janeiro de 1503      | Charles Sedelmeyer collection |                                                                                                |                          |             |
|        | The Annunciation | 1 de janeiro de 1503      | |                                                                                                | arte sacra               |             |
|        | De geboorte | 1 de janeiro de 1503      | |                                                                                                | arte sacra               |             |
|        | Portrait of a Female Donor | 1505                      | Museu Thyssen-Bornemisza Sammlung Schloss Rohoncz | Museu Thyssen-Bornemisza                                                                       | retrato                  |             |
|        | Saint Barbara from Nicodemia | século XVI                | Museu Real de Belas Artes de Antuérpia | Museu Real de Belas Artes de Antuérpia                                                         | arte sacra               |             |
|        | The Virgin and Child | século XVI                | Galerias Nacionais da Escócia | Galeria Nacional da Escócia                                                                    | arte sacra               |             |
|        | The Dispute of Saint Catherine of Alexandria | século XVI                | Museum Boymans-van Beuningen | Museum Boymans-van Beuningen                                                                   | arte sacra               |             |
|        | Santa Catarina de Alexandria | século XVI                | Museum Boymans-van Beuningen | Museum Boymans-van Beuningen                                                                   | arte sacra               |             |
|        | Adoration of the Magi | 1505 1 de janeiro de 1505 | Gemäldegalerie | Gemäldegalerie                                                                                 | arte sacra               |             |
|        | Maria met kind staand op haar schoot | século XVI                | Julius Böhler AG | Julius Böhler AG                                                                               | arte sacra               |             |
|        | Triptych of The Adoration of the Magi and Shepherds (centre) with The Annunciation (left wing) and The Madonna adoring the Christ Child (right wing) and Saint John the Baptist and Saint Margaret (closed) | 1 de janeiro de 1507      | National Trust | Stourhead House                                                                                | arte sacra               |             |
|        | The Virgin and Saint Joseph at Bethlehem (recto) and Virgin Annunciate (verso) | 1 de janeiro de 1507      | National Trust | Upton House                                                                                    | arte sacra               |             |
|        | The Nativity at Night | 1 de janeiro de 1507      | National Trust | Upton House                                                                                    | arte sacra               |             |
|        | The Adoration of the Magi, and Tobias and the Angel travelling to Ecbatana | 1 de janeiro de 1509      | |                                                                                                | arte sacra               |             |
|        | Madonna Lactans | 1510                      | Museu de Belas Artes de Estrasburgo | Museu de Belas Artes de Estrasburgo                                                            | arte sacra               |             |
|        | Clara de Assis | 1510                      | Departamento de Pinturas do Louvre | salle 817                                                                                      | arte sacra retrato       |             |
|        | Virgin and Child Enthroned, with Saints Jerome and John the Baptist and a Carthusian Monk | 1510                      | Rijksmuseum Mauritshuis Bonnefantenmuseum | hall 0.1                                                                                       | arte sacra               |             |
|        | Alegoria Cristã | década de 1510            | Departamento de Pinturas do Louvre | salle 817                                                                                      | arte sacra alegoria      |             |
|        | Santa Emerenciana | década de 1510            | Departamento de Pinturas do Louvre | salle 817                                                                                      | arte sacra               |             |
|        | Zechariah | 1510                      | Museu do Prado | Museu do Prado                                                                                 |                          |             |
|        | Adoration | 1510                      | Jacques Goudstikker collection Sammlung Schloss Rohoncz |                                                                                                | arte sacra               |             |
|        | The Virgin and Child in a Landscape | século XVI                | National Gallery | National Gallery                                                                               | arte sacra               |             |
|        | Portrait of a Donor Praying | século XVI                | Museu de Arte de Filadélfia | Museu de Arte de Filadélfia                                                                    | retrato                  |             |
|        | Crucifixion | década de 1510            | Museu de Arte de Saint Louis | Museu de Arte de Saint Louis                                                                   | arte sacra               |             |
|        | Flagellation | década de 1510            | Museu de Arte de Saint Louis | Museu de Arte de Saint Louis                                                                   | arte sacra               |             |
|        | Lamentation | década de 1510            | Museu de Arte de Saint Louis | Museu de Arte de Saint Louis                                                                   | arte sacra               |             |
|        | La pénitence de saint Jérôme | século XVI                | Museus Reais de Belas-Artes da Bélgica | Museus Reais de Belas-Artes da Bélgica                                                         | arte sacra               |             |
|        | The Annunciation | século XVI                | |                                                                                                | arte sacra               |             |
|        | De H. Elisabeth van Hongarije | século XVI                | |                                                                                                |                          |             |
|        | De H. Petrus | século XVI                | |                                                                                                | arte sacra               |             |
|        | The Annunciation with Saints Peter and Elisabeth of Hungary | século XVI                | |                                                                                                | arte sacra               |             |
|        | The Annunciate Virgin, Saint Andrew with a Donor and His Sons, Saint Catherine of Alexandria with a Donor and Her Daughters, and the Annunciate Angel                                                       | século XVI                | Museu de Arte de Filadélfia Charles Sedelmeyer collection | Museu de Arte de Filadélfia                                                                    | arte sacra               |             |
|        | São Sebastião | 1515                      | Museu Nacional de Arte Antiga | Museu Nacional de Arte Antiga                                                                  | arte sacra               |             |
|        | São Cristovão | 1515                      | Museu Nacional de Arte Antiga | Museu Nacional de Arte Antiga                                                                  | arte sacra               |             |
|        | Nossa Senhora da Misericórdia | 1515                      | Museu Nacional de Arte Antiga | Museu Nacional de Arte Antiga                                                                  | arte sacra               |             |
|        | Virgin and Child, angels, saints and members of the Portuguese royal family: King Manuel I of Portugal (1469-1521) with his daughters (right) and Pope Leo X with clergy and merchants (?)                  | 1515                      | |                                                                                                | arte sacra               |             |
|        | De H. Petrus | 1515                      | |                                                                                                | arte sacra               |             |
|        | De H. Paulus | 1515                      | |                                                                                                | arte sacra               |             |
|        | De H. Sebastiaan | 1515                      | |                                                                                                | arte sacra               |             |
|        | De H. Christoforus | 1515                      | |                                                                                                | arte sacra               |             |
|        | De HH. Petrus (links) en Paulus (rechts) | 1515                      | |                                                                                                |                          |             |
|        | De HH. Sebastiaan (links) en Christoforus (rechts) | 1515                      | |                                                                                                |                          |             |
|        | Calvary | década de 1510            | Museu de Belas Artes de Gante | Museu de Belas Artes de Gante                                                                  | arte sacra               |             |
|        | The Adoration of the Magi with Saint John the Baptist, Saint Anne and Donors | século XVI                | Bowes Museum | Bowes Museum                                                                                   | arte sacra               |             |
|        | Tríptico da Virgem Maria e o Menino Jesus (painel central), São João Evangelista (ala esquerda interna) e Maria Madalena (ala interna direita)                                                              | década de 1520 século XVI | Mauritshuis Rijksmuseum | Mauritshuis Rijksmuseum                                                                        | arte sacra               |             |
|        | Tríptico da Matriz da Calheta | década de 1520            | Museu de Arte Sacra do Funchal | Calheta Madeira                                                                                | arte sacra               |             |
|        | Anbetung der Könige. | década de 1520            | Castelo Real de Wawel | Castelo Real de Wawel                                                                          | arte sacra               |             |
|        | Abraão, Sara e o Anjo | década de 1520            | Departamento de Pinturas do Louvre | salle 817                                                                                      | arte sacra               |             |
|        | Diptych with Christ carrying the Cross and Portrait of a Friar Minor, memento mori (reverse) | 1522                      | Museu Memling | Museu Memling                                                                                  | arte sacra               |             |
|        | The Virgin Mary in Glory | 1524                      | Museu Hermitage | Museu Hermitage                                                                                | arte sacra               |             |
|        | Last Judgement | 1525                      | Museu Groeninge Coleção de Arte Flamenga | Museu Groeninge                                                                                | arte sacra justice panel |             |
|        | A Virgem da Anunciação | 1525                      | Museu de Arte Sacra do Funchal | Museu de Arte Sacra do Funchal                                                                 | arte sacra               |             |
|        | O Anjo da Anunciação | 1525                      | Museu de Arte Sacra do Funchal | Museu de Arte Sacra do Funchal                                                                 | arte sacra               |             |
|        | Triptych: Virgin and Child with Saints and Donors | 1525                      | Royal Collection |                                                                                                | arte sacra               |             |
|        | The Last Judgment | 1525                      | Detroit Institute of Arts | Detroit Institute of Arts                                                                      | arte sacra               |             |
|        | The Martyrdom of St Catherine | século XVI                | Museu Real de Belas Artes de Antuérpia | Museu Real de Belas Artes de Antuérpia                                                         | arte sacra               |             |
|        | A Virgem e o Menino | século XVI                | Museu Hermitage | Museu Hermitage                                                                                | arte sacra               |             |
|        | The Cruxifixion and the Life of Saint Catherine of Alexandria | século XVI                | Museu Real de Belas Artes de Antuérpia Coleção de Arte Flamenga | Museu Real de Belas Artes de Antuérpia                                                         | arte sacra               |             |
|        | Saint Jean et le chanoine donateur ; gisant |                           | Museu das Belas Artes de Valenciennes | Museu das Belas Artes de Valenciennes                                                          | arte sacra               |             |
|        | Triptych with the Virgin and Child with a Donor, Saint George and Saint Giles |                           | Galeria Nacional da Irlanda | Galeria Nacional da Irlanda                                                                    | arte sacra               |             |
|        | St. Catherine |                           | Munich Central Collecting Point | Munich Central Collecting Point                                                                | arte sacra               |             |
|        | St. Andrew in landscape |                           | Munich Central Collecting Point | Munich Central Collecting Point                                                                |                          |             |
|        | The Adoration of the Magi and Shepherds (triptych, centre panel) |                           | Stourhead House | Stourhead House                                                                                | arte sacra               |             |
|        | The Madonna Adoring the Christ Child (triptych, right wing, inside) |                           | Stourhead House | Stourhead House                                                                                |                          |             |
|        | The Virgin and Saint Joseph at Bethlehem (recto) |                           | Upton House | Upton House                                                                                    | arte sacra               |             |
|        | Saint John the Baptist (triptych, left wing, outside) |                           | Stourhead House | Stourhead House                                                                                |                          |             |
|        | The Annunciation (triptych, left wing, inside) |                           | Stourhead House | Stourhead House                                                                                |                          |             |
|        | Saint Margaret (triptych, right wing, outside) |                           | Stourhead House | Stourhead House                                                                                |                          |             |
|        | Saint Peter |                           | Palazzo Bianco | Palazzo Bianco                                                                                 | arte sacra               |             |
|        | Portrait of Elisabeth of Hungary |                           | Palazzo Bianco | Palazzo Bianco                                                                                 | retrato                  |             |
|        | Anunciação |                           | Palazzo Bianco | Palazzo Bianco                                                                                 | arte sacra               |             |
|        | Vierge de pitié |                           | Museu de Belas Artes de Dijon Departamento de Pinturas do Louvre | Museu de Belas Artes de Dijon                                                                  | arte sacra               |             |

## tríptico
| Imagem | Título                                                                                               | Data                 | Coleção                                  | Localização                            | Gênero     | Descrito em |
| ------ | --- | -------------------- | ---------------------------------------- | -------------------------------------- | ---------- | ----------- |
|        | H. Jacobus (linkerluik); De aanbidding van de koningen (middendeel); H. Sebastiaan (rechterluik)     | 1 de janeiro de 1503 | Charles Sedelmeyer collection            |                                        | arte sacra |             |
|        | De annunciatie (linkerluik); De aanbidding van de koningen (middendeel); De geboorte (rechterluik)   | 1 de janeiro de 1503 |                                          |                                        | arte sacra |             |
|        | Tríptico de Nossa Senhora da Misericórdia                                                            | 1515                 | Museu Nacional de Arte Antiga            | Museu Nacional de Arte Antiga          | arte sacra |             |
|        | Death and the Miser (outer doors); St. Nicolas with donor and St. Godelieve with donor (inner doors) | década de 1520       | Museu Groeninge Coleção de Arte Flamenga | Museu Groeninge                        | arte sacra |             |
|        | Van Riebeke-Parmentier triptych                                                                      | 1521                 | Museus Reais de Belas-Artes da Bélgica   | Museus Reais de Belas-Artes da Bélgica | arte sacra |             |

∑ 109 items.